# Scapexocentrus spiniscapus
Scapexocentrus spiniscapus là một loài bọ cánh cứng trong họ Cerambycidae.